# George Stigler
Pour les articles homonymes, voir Stigler (homonymie).
 (septembre 2021).
Si vous disposez d'ouvrages ou d'articles de référence ou si vous connaissez des sites web de qualité traitant du thème abordé ici, merci de compléter l'article en donnant les références utiles à sa vérifiabilité et en les liant à la section « Notes et références ».
George Joseph Stigler, né le 17 janvier 1911 à Seattle (État de Washington, États-Unis) et mort le 1er décembre 1991 à Chicago, est un économiste américain. 
Il reçoit le prix de la Banque de Suède en sciences économiques (prix Nobel d'économie) en 1982 « pour ses études fondatrices des structures industrielles, du fonctionnement des marchés, et des causes et effets de la régulation publique. ». Il est généralement rattaché à l'École de Chicago.

## Biographie
George Stigler naît à Seattle, dans l'État de Washington. Il fait ses études à l'université de Washington, puis à l'université Northwestern. Il reçoit son doctorat à l'université de Chicago en 1938, sous la direction de Frank Knight, théoricien du risque et de l'incertitude et l'un des fondateurs de l'École de Chicago. Il devient enseignant. Il se lie avec Milton Friedman, qui contribue à son retour à l'université de Chicago comme professeur en 1958.
Veuf depuis 1970, il est le père de Stephen Stigler, spécialiste de l'histoire des statistiques.

## Travaux en théorie économique de la réglementation
Stigler est connu pour avoir développé une théorie économique de la réglementation, également connu sous le terme de théorie de la capture ou économie positive de la réglementation. Cette théorie décrit comment des groupes d'intérêts et des acteurs politiques, vont utiliser les moyens de réglementation et le pouvoir coercitif des États pour orienter les lois et les règles dans des directions qui les favorisent. Le problème est donc le suivant : l'autorité réglementaire étant soumise à l'influence des groupes de pression (lobbying en anglais), elle n'est plus garante de l'intérêt général.
Pour Stigler, la réglementation doit s'analyser comme la production d'un service de redistribution politique, offert par les décideurs politiques et les fonctionnaires, et demandé par les entrepreneurs et associations d'entreprises. Les acteurs étant rationnels, les offreurs maximisent leur chance de réélection, ou essaient d'obtenir par la suite des postes dans les industries qu'ils ont sous leur tutelle. Quant aux demandeurs de service, ils recherchent les privilèges de monopole que la réglementation engendre nécessairement, notamment vis-à-vis de leurs concurrents étrangers.
Par conséquent, le réglementateur est effectivement soumis aux intérêts des producteurs organisés. Si bien que pour limiter l'action des groupes de pression (lobbies ou associations), les partisans de l'économie positive de la réglementation proposent de soustraire à l'État ses prétentions à réglementer les activités productives.
Cette théorie de la réglementation est désormais incluse dans la théorie des choix publics.
Stigler a développé la théorie de la recherche d'emploi.

## Citation
- « Ce n'est pas la science économique qui est fausse, c'est la réalité ! »[5].

## Publications
- « Social Welfare and Differential Prices », 1938, Journal of Political Economy
- « Production and Distribution in the Short Run », 1939, Journal of Political Economy
- « Notes on the Theory of Duopoly », 1940, Journal of Political Economy
- Production and Distribution Theories: The formative period, 1941.
- « The Economics of Minimum Wage Legislation », 1946, American Economic Review
- The Theory of Price, 1946.
- Five Lectures on Economic Problems, 1950.
- Essays in the History of Economics, 1965.
- The Organization of Industry, 1969.
- The Citizen and the State: Essays on Regulation, 1975.
- The Essence of Stigler, edited by Kurt R. Leube and George J. Stigler, 1986.
- Memoirs of an Unregulated Economist, 1988.